# Tröbersdorf
Tröbersdorf ist ein Gemeindeteil der Gemeinde Eckersdorf im Landkreis Bayreuth (Oberfranken, Bayern). Tröbersdorf liegt in der Gemarkung Oberwaiz.

## Geografie
Das Kirchdorf ist von Acker- und Grünland umgeben. Unmittelbar westlich entspringt der Feilbrunnenbach, ein rechter Zufluss des Seitenbachs, der ein rechter Zufluss der Truppach ist. Die Staatsstraße 2186 führt zur Bundesstraße 22 (0,9 km östlich) bzw. an Engelmeß vorbei nach Obernsees (5,7 km südwestlich).

## Geschichte
Bei Tröbersdorf handelt es sich um eine mittelalterliche Siedlung an der Hohen Straße, die von Bayreuth nach Bamberg führte. Der Ort wurde 1234 als „Trebesdorf“ erstmals urkundlich erwähnt, 1401 in der Form „Trebersdorfe“. Die Bedeutung des Ortsnamens ist unklar, möglicherweise beinhaltet er den männlichen Personennamen Tröber, eine Ableitung vom Namen Drudbod (Kraftgebieter), der als Gründer angesehen werden könnte. Im Landbuch des burggräflichen Amts Bayreuth von 1398 wird von einer Kapelle im Ort berichtet. Diese sogenannte Kapelle war mit ihren Ausmaßen für einen so kleinen Ort überdimensioniert, weswegen man annehmen kann, dass es sich bei der Kapelle ursprünglich um eine Wallfahrtskirche handelte.
Die Siedler mussten ursprünglich ihren Zins an das Hochstift Bamberg zahlen, standen jedoch unter der Herrschaft der Meranier, bzw. ihrer Rechtsnachfolger, der Markgrafen von Brandenburg-Kulmbach. Im 16. Jahrhundert erfolgte die Trennung vom Bistum Bamberg. Dies führte im Jahr 1636 dazu, dass die Bambergischen die Kirche bis auf die Grundmauern abbrennen ließen.
Gegen Ende des 18. Jahrhunderts bestand Tröbersdorf aus zehn Anwesen. Die Hochgerichtsbarkeit stand dem bayreuthischen Stadtvogteiamt Bayreuth zu. Die Dorf- und Gemeindeherrschaft hatte das Hofkastenamt Bayreuth. Grundherren waren das Hofkastenamt Bayreuth (2 Halbhöfe, 1 Halbhof mit Schenkgerechtigkeit, 5 Viertelhöfe, 1 Sölde mit Zapfenschenke) und die Pfarrei Tröbersdorf (1 Halbhof).
Von 1797 bis 1810 unterstand der Ort dem Justiz- und Kammeramt Bayreuth. Mit dem Gemeindeedikt wurde Tröbersdorf dem 1812 gebildeten Steuerdistrikt Eckersdorf zugewiesen. Zugleich entstand die Ruralgemeinde Tröbersdorf, die mit dem Gemeindeedikt von 1818 in die Ruralgemeinde Donndorf eingegliedert wurde. 1822 erfolgte die Überweisung an die Ruralgemeinde Oberwaiz. Am 1. Mai 1978 wurde Tröbersdorf im Zuge der Gebietsreform in Bayern in die Gemeinde Eckersdorf eingegliedert.

### Baudenkmal
- St. Laurentius: Saalbau aus Sandsteinquadern mit abgesetztem Chor und Südturm, dieser mit Spitzhelm, dreiseitiger Chorschluss mit Maßwerkfenstern und Strebepfeilern, Chor und Turmuntergeschosse 15. Jahrhundert, Turmobergeschoss 17. Jahrhundert, Langhaus 1716 und 19. Jahrhundert, Walmdach; mit Ausstattung, 1716

### Einwohnerentwicklung
| Jahr      | 001819 | 001822 | 001861 | 001871 | 001885 | 001900 | 001925 | 001950 | 001961 | 001970 | 001987 | 002016 | 002021 |
| Einwohner | 68     | 75     | 88     | 104    | 110    | 90     | 84     | 121    | 82     | 67     | 70     | 63     | 65     |
| Häuser    |        | 12     |        |        | 15     | 14     | 14     | 14     | 14     |        | 16     |        |        |
| Quelle    | [ 10 ] | [ 7 ]  | [ 11 ] | [ 12 ] | [ 13 ] | [ 14 ] | [ 15 ] | [ 16 ] | [ 17 ] | [ 18 ] | [ 19 ] |        | [ 1 ]  |

## Religion
Tröbersdorf ist seit der Reformation evangelisch-lutherisch geprägt und nach St. Bartholomäus (Mistelgau) gepfarrt.